# Jesus von Nazareth (1976)
Jesus von Nazareth (englisch: The Passover Plot) ist ein Filmdrama aus dem Jahr 1976. Der Kinofilm ist nicht mit dem in Deutschland gleichnamig benannten Film von 1977 zu verwechseln.

## Inhalt
Der Film folgt in seiner Handlung dem Buch The Passover Plot des britischen Bibelforschers Hugh J. Schonfield, nazarenischen Glaubens. Dementsprechend beschreibt der Film die Christus-Geschichte nicht in der gewohnten Weise des Neuen Testaments.
Jesus nimmt eine Droge, scheint tot zu sein, stirbt aber nicht am Kreuz. Er wird in einer Höhle bestattet und anschließend von seinen Anhängern befreit. Letztlich wird das Gerücht verbreitet, dass er von den Toten auferstanden ist.

## Hintergrund
Die Filmaufnahmen entstanden in Israel. Für die Regie zeigte sich Michael Campus verantwortlich, dessen bekanntester Film Straßen zur Hölle (The Mack) kurz zuvor im Jahr 1973 entstand. Für die Drehbuchumsetzung hauptverantwortlich war offensichtlich Patricia Louisianna Knop, später bekannt für die Spielfilme 9½ Wochen (1986) und Wilde Orchidee (1989) sowie einigen Episoden der Erotik-Serie Foxy Fantasies (1996). Der Hauptdarsteller Zalman King war der Ehemann der Drehbuchautorin. In israelischen und US-amerikanischen Kinos wurde der Spielfilm schon im Jahr 1976 aufgeführt. In die deutschen Kinos kam der Film erst am 17. Juni 1977. Die Kostümbildnerin des Films Mary Wills erhielt für das Beste Köstümdesign eine Oscar-Nominierung im Jahr 1977. Der Film wurde später sowohl auf Englisch, wie auch auf Deutsch, auf VHS veröffentlicht.